# Muncheok-myeon
Muncheok-myeon (koreanska: 문척면) är en socken i kommunen Gurye-gun i provinsen Södra Jeolla i den södra delen av Sydkorea, 270 km söder om huvudstaden Seoul.